# Julije Derossi
Julije Derossi prof. (*Trogir 9. srpnja, 1928. – Zadar, 28. studenoga 2010.), hrvatski književnik,  pedagog, publicist i "proljećar". Pisao i pod pseudonimima (Jozo Krvavica, Josip Ramić i Jull)
Završio Višu pedagošku školu i Filozofski fakultet u Zagrebu. Sredinom pedesetih je poslan za predavača u Gospić na pedagošku školu te je proveo 22 godine (1950. – 1972.) u Gospiću. Zbog političkih razloga zabranjen mu je rad u Gospiću pa se odselio u Zadar gdje radi kao knjižničar do umirovljenja.
Dobio je i nagradu Grada Zadra za životno djelo 2009. godine
Uređivao je list zadarskog ogranka Matice hrvatske Zadarsku reviju i Zadarsku smotru.

## Najpoznatija djela
- Lička janjetina ostaje, 1967.
- „Čekulde nema – gospićka ljudikanja“, priče 2006.

- Ličko prelo iliti Ikača – šav
- Veseli vrtuljak

## Zanimljivosti
- Zastupnik je u Županijskom domu Hrvatskog državnog sabora od 1993.